# Der Würger von Schloss Blackmoor
Der Würger von Schloss Blackmoor ist ein deutscher Kriminalfilm, der 1963 unter der Regie von Harald Reinl in West-Berlin gedreht wurde. Es handelt sich um den zweiten von insgesamt zehn „Bryan-Edgar-Wallace-Filmen“ von Artur Brauners CCC-Film, mit denen der Filmproduzent am Erfolg der 1959 gestarteten Edgar-Wallace-Serie der Konkurrenz teilhaben wollte. Der Schwarzweißfilm wurde am 21. Juni 1963 im Ufa-Palast in Köln uraufgeführt.

## Handlung
Kurz nachdem der gerade aus Afrika zurückgekehrte Lucius Clark bei einem Empfang verkündet hat, dass er demnächst in den Adelsstand erhoben werde, taucht in dem von ihm gemieteten Schloss Blackmoor ein maskierter Würger auf, dem bald mehrere Menschen zum Opfer fallen. Der Unbekannte behauptet, rechtmäßiger Besitzer der gestohlenen Rohdiamanten zu sein, die Clark im Heizungskeller des Schlosses versteckt und von seinem angeblichen Butler Anthony zu wahren Meisterwerken schleifen lässt. Neben Anthony vermutet Clark zunächst den eigentlichen Schlossbesitzer, den verarmten Lord Edgar Blackmoor, hinter der Maske des Phantoms. Aber schon bald tauchen noch mehr Verdächtige auf.
Der Rechtsanwalt Dr. Tromby verlangt von Clark die Zurückzahlung des Vermögens, das er für seine Nichte Claridge Dorsett verwaltet. Da Clark das Geld offensichtlich auf Rennbahnen verspielt hat, versucht er über den Hehler Tavish einige der gestohlenen Diamanten zu Geld zu machen. Aber alle Boten, die die in Zigarrenhülsen versteckten Edelsteine in die verruchte Bar Old Scavenger Inn bringen sollen, werden vom Würger abgefangen und ermordet. Inspektor Mitchell von Scotland Yard übernimmt den Fall. Doch weder er noch sein Freund Mike Pierce können den nächsten Mord verhindern. Am Ende stellt sich heraus, dass der Reporter Pierce der gesuchte Würger ist. Pierce glaubt, der Sohn von Clarks Freund Charles Manning zu sein, mit dessen Frau Betty Lucius Clark ein Verhältnis hatte und den Clark anscheinend wegen der Diamanten ermordet hat. In Wirklichkeit ist er Clarks Sohn aus dessen Verbindung mit Betty. Auf der Flucht vor der Polizei kommt Mike Pierce im Moor ums Leben.

## Entstehungsgeschichte

### Vorgeschichte
Im Zuge der seit 1959 vom Constantin-Filmverleih vermarkteten Edgar-Wallace-Filme der Rialto Film entstanden in den 1960er Jahren zahlreiche weitere Filme nach ähnlichem Muster. 1960 startete der bereits in den 1950er Jahren etablierte Filmproduzent Artur Brauner mit den Dr.-Mabuse-Filmen eine eigene Kriminalfilmserie, ab 1962 brachte er Filme nach Stoffen von Bryan Edgar Wallace, dem Sohn des bekannten Schriftstellers Edgar Wallace, in die Kinos. Brauner hatte neben Verfilmungsrechten der Romanvorlagen auch das Recht erworben, den Namen Bryan Edgar Wallace für frei erfundene Filmstoffe zu verwenden. Nach dem im Februar 1962 uraufgeführten ersten Bryan-Edgar-Wallace-Film Das Geheimnis der schwarzen Koffer war Brauner zunächst mit der Produktion weiterer Mabuse-Filme und der echten Edgar-Wallace-Verfilmung Der Fluch der gelben Schlange ausgelastet.

### Vorproduktion und Drehbuch
Die Drehbuchvorlage, die laut Werbung frei „nach einem Krimi von B. Edgar Wallace“ entstand, stammte von Gustav Kampendonk und Ladislas Fodor. Als Regisseur konnte der Produzent abermals Harald Reinl verpflichten. der für ihn bereits zwei erfolgreiche Dr.-Mabuse-Filme inszeniert hatte. Auch die Schauspieler wurden sorgsam ausgewählt. Neben Reinls damaliger Ehefrau, der Schauspielerin Karin Dor, standen noch weitere namhafte Darsteller des Krimi-Genres wie Rudolf Fernau, Hans Nielsen, Dieter Eppler und Richard Häussler vor der Kamera. Die männliche Hauptrolle spielte Harry Riebauer, der ebenfalls noch in mehreren Kriminalfilmen der 1960er mitwirken sollte. Wichtige Gastauftritte hatten unter anderem Ingmar Zeisberg, Hans Reiser und Walter Giller.

### Produktion

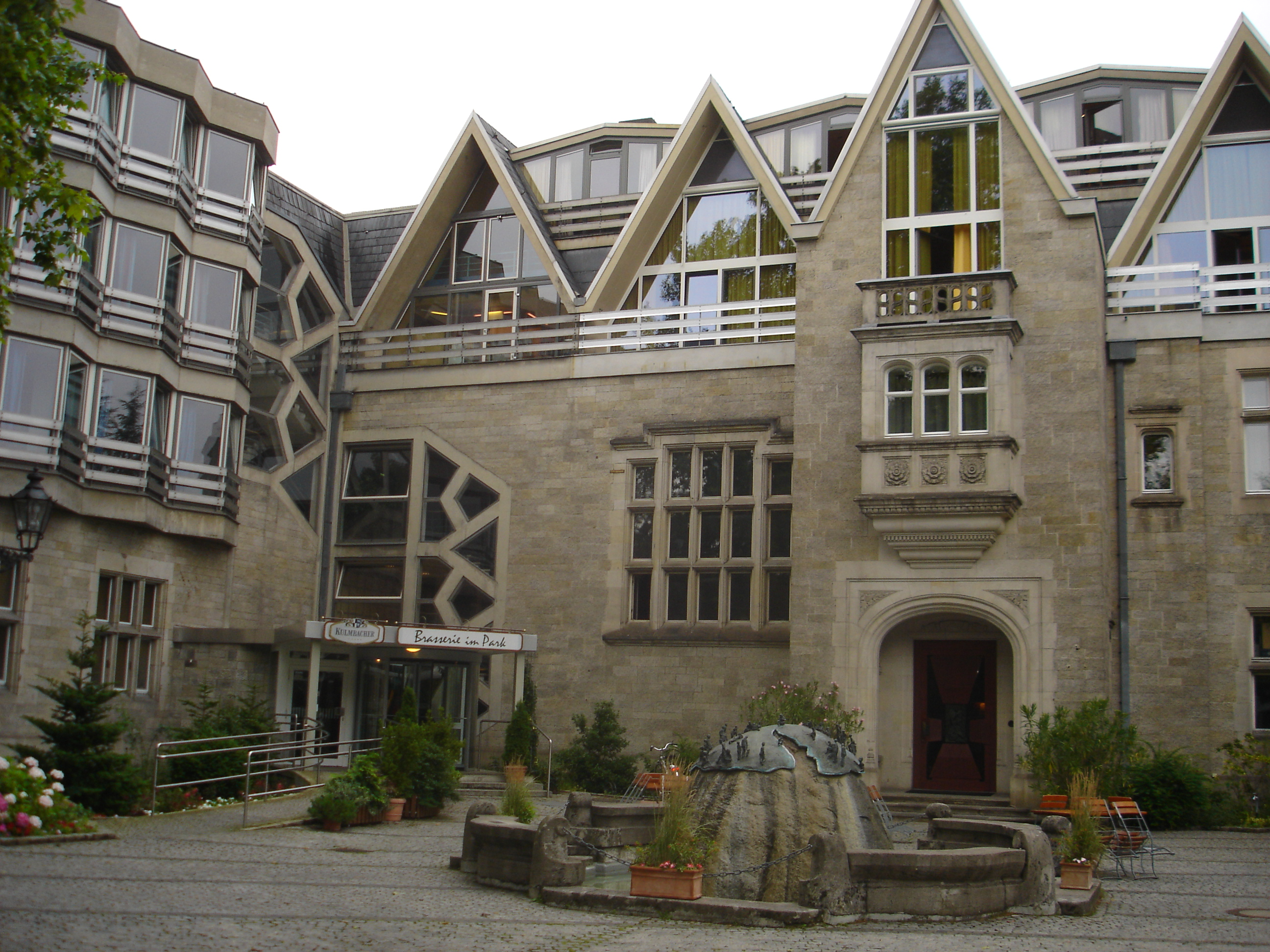
Das inzwischen umgebaute Palais Mendelssohn in Berlin-Grunewald ist im Film als Schloss Blackmoor zu sehen.

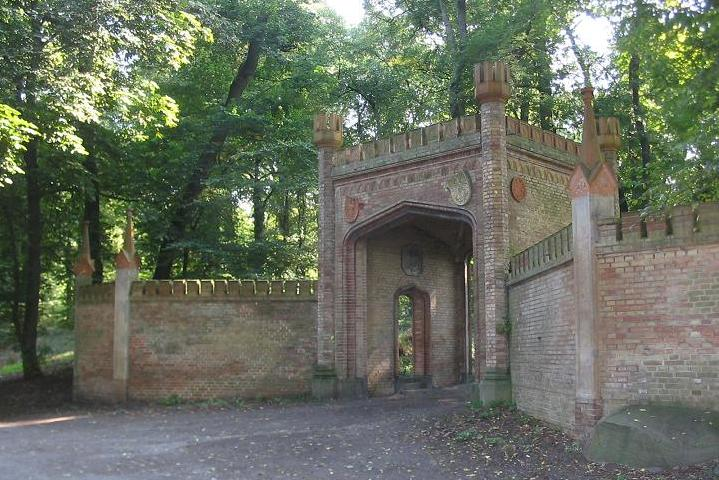
Auch am Jägertor im Schlosspark Glienicke entstanden Aufnahmen zu diesem Film.

Die Dreharbeiten zu Der Würger von Schloss Blackmoor fanden vom 5. April bis 17. Mai 1963 in West-Berlin statt. Die Atelieraufnahmen drehte man in den CCC-Studios in Berlin-Haselhorst. Als Filmarchitekt wurde Werner Achmann verpflichtet. Für die Kostümberatung war Irms Pauli verantwortlich. Herstellungsleiter war Eberhard Meichsner.
Im Film sind unter anderem folgende Drehorte zu sehen:
- Palais Mendelssohn, Bismarckallee / Herthastraße, Berlin-Grunewald: Schloss Blackmoor
- Nikolskoer Weg, Berlin-Wannsee: Waldstraße
- Schlosspark Glienicke mit Jägertor, Berlin-Wannsee: Park von Schloss Blackmoor
- Wilhelmplatz, Berlin-Wannsee: Postamt
- Kirchgasse, Berlin-Spandau: Old Scavenger Inn

Außerdem wurden von der CCC-Film London einige Szenen an Originalschauplätzen in der britischen Hauptstadt gedreht, allerdings ohne Mitwirkung des Regisseurs oder von Darstellern.

### Filmmusik
Die Filmmusik wurde von Oskar Sala komponiert und auf dessen Mixturtrautonium eingespielt. Ein Teil des Soundtracks wurde 1997 auf der CD Subharmonische Mixturen veröffentlicht (Der Würger von Schloß Blackmoor (Soundtrack), 12:31). Vier Einzeltitel daraus erschienen im Jahr 2000 auch auf dem Sampler Kriminalfilmmusik No. 4:
1. Titelmusik 0:56
2. Den Würger reizt der Diamantenschatz 1:04
3. Old-Scavenger-Inn-Melodie 0:50
4. Flucht ins Moor 1:52

## Rezeption

### Veröffentlichung
Die FSK gab den Film nach einem Gespräch mit dem Herstellungsleiter Eberhard Meichsner am 18. Juni 1963 ab 16 Jahren frei, obwohl die Kommission, insbesondere ein Jugendpsychologe, für eine Freigabe ab 18 Jahren plädiert hat. 2006 wurde die Altersfreigabe ab 16 Jahren für die DVD-Veröffentlichung bestätigt.
Der am 21. Juni 1963 im Ufa-Palast in Köln uraufgeführte Film wurde bundesweit mit etwa 50 Filmkopien gestartet. Damit stand er in direkter Konkurrenz mit dem kurze Zeit später veröffentlichten Edgar-Wallace-Film Der schwarze Abt. Der Film konnte sich dennoch an der Kinokasse behaupten und die Erwartungen Artur Brauners und des Gloria-Filmverleihs erfüllen. Bereits am 19. Juni des gleichen Jahres begannen die Dreharbeiten zu dem Film Scotland Yard jagt Dr. Mabuse, einer Kombination der Bryan-Edgar-Wallace- und Dr.-Mabuse-Filme. Ebenfalls noch im Jahr 1963 begann die Realisierung der Bryan-Edgar-Wallace-Filme Der Henker von London und Das Phantom von Soho.

### Kritiken
„Unmöglich, einen Wallace von einem Wallace zu unterscheiden. Dieser könnte durchaus echt sein, ist aber von Bryan, dem Sohn des berühmten Edgar. Seine späte Neigung, Vaters Krimipatent zu übernehmen, beschert uns neue Spuk- und Schreckgeschichten der Wallace-Weltmarke. Auch hier Schloßgewölbe, Nebelschwaden und das bis zuletzt gewahrte Geheimnis des Maskierten als bewährte Spannungsträger. Doch rollen die Köpfe der Opfer etwas drastisch, was einem Würger gar nicht angemessen erscheint. Regisseur Harald Reinl sorgte reichlich für Schockeffekte und hatte in Rudolf Fernau eine versierte Zwielichtfigur. Ferner die aparte Karin Dor, Ingmar Zeisberg, Harry Riebauer, Walter Giller und viele andere.“

„Von einem Verwandten Edgar Wallaces zwar mit ironischen Streiflichtern aber auch echten abgeschnittenen Köpfen, also stilistisch uneinheitliche erdachte und ebenso inszenierte Story, die […] einigen Nervenkitzel verschafft.“

„Ein mit Gruseleffekten auf Spannung getrimmter Serien-Krimi nach Edgar Wallace [sic].“